# Boris Georgievič Romanov
Boris Georgievič Romanov (in russo  Борис Георгиевич Романов?; San Pietroburgo, 22 marzo 1891 – New York, 30 gennaio 1957) è stato un coreografo e direttore artistico russo naturalizzato statunitense.

## Biografia
Nato e cresciuto a San Pietroburgo, si diplomò alla Scuola del Balletto Imperiale nel 1909 e fu immediatamente scritturato dal Balletto Mariinskij, dove si affermò come ballerino caratterista. Fortemente influenzato da Michel Fokine, si avvicinò presto alla coreografia e nel 1911 il suo primo balletto-pantomima, La mano, fu portato al debutto al Teatro Litejn'ij. Creò le coreografie per altri balletti, pantomime, atti unici e divertissement, spesso in collaborazione con Michail Alekseevič Kuzmin; il suo talento fu notato da Sergej Diaghilev, con cui collaborò tra il 1911 e il 1914. In questo periodo creò due coreografie per i balletti russi, La tragédie de Salomé (clamoroso insuccesso del 1913) e Le rossignol di Igor Stravinski. Nel 1914 Diaghilev gli commissionò le coreografie per un allestimento di Ala e Lolli, ma il progetto non fu mai completato. Conclusa la parentesi parigina, tornò a San Pietroburgo, dove tra il 1914 e il 1920 lavorò al Teatro Imperiale in qualità di coreografo, facendosi apprezzare in particolar modo per l'Andalusiana su musiche di Bizet (1915).
Nel pieno della guerra civile, fuggì con la moglie Elena Aleksandrovna Smirnova a Berlino, dove fondò con Elsa Krüger il Balletto Romantico Russo, che diresse dal 1921 al 1926. In questo periodo lavorò anche nei maggiori teatri europei: nel 1925, ad esempio, portò Petruška al debutto al Teatro alla Scala con Anatolij Nikolaevič Obuchov nel ruolo dell'eponimo protagonista. Negli anni seguenti lavorò anche a Montecarlo, all'Opéra di Parigi e al Teatro dell'Opera di Roma e poi, per sei anni, al Teatro Colón di Buenos Aires tra il 1928 e il 1938. Successivamente si trasferì negli Stati Uniti (diventandone cittadino nel 1948), ove lavorò come maestro di balletto e coreografo al Metropolitan Opera House dal 1938 al 1942 e poi ancora dal 1945 al 1950. Al termine del contratto con il Met, tornò in Italia per dirigere il Balletto del Teatro dell'Opera di Roma dal 1951 al 1955; per la compagnia romana curò allestimenti originali di Giselle (1952) e Lo schiaccianoci, nonché la prima messa in scena al Teatro dell'Opera di Roma de La bella addormentata (1954).
Morì a New York nel 1957 all'età di 67 anni a causa di una trombosi coronarica.